# Т-27М
Т-27М — советская опытная самоходно-артиллерийская установка начала 1930-х годов на основе танкетки Т-27. Была разработана конструктором К. К. Сиркеном.

## Конструкция
САУ позаимствовала свою основу у серийной танкетки Т-27. Однако, конструкция рубки была переоборудована для размещения противотанкового орудия: в правой части конструкторы разместили орудийный «каземат».
Ходовая часть также претерпела несколько изменений: теперь шесть нижних опорных катков были сбалансированы в тележки по двое. На САУ устанавливался 40-сильный двигатель Форд-АА.

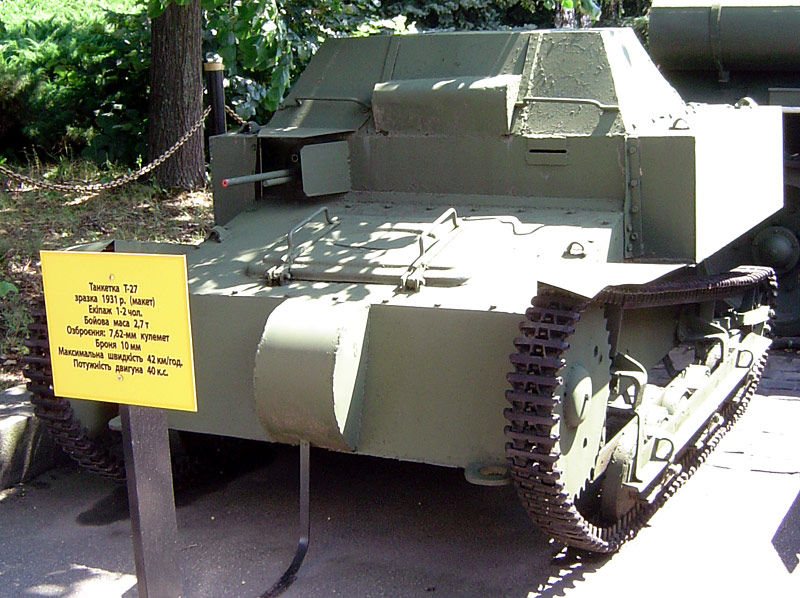
Танкетка Т-27, послужившая основой САУ.

Главное вооружение танка составляла 37-миллиметровая пушка «Гочкисс». Дополнительное вооружение было расположено над орудием: 7, 62-мм пулемет ДТ крепился в пулемётном гнезде в верхней части орудийного «каземата». Боекомплект 37-миллиметрового орудия разместили в гусеничном прицепе позади САУ.
Впоследствии, в ходе испытаний обнаружился ряд серьёзных недостатков САУ Т-27М: через некоторое расстояние движения необходимо было останавливаться для того, чтобы охладить радиаторную жидкость. Снятие кожуха также не устраняло проблемы. Кроме того, расположение главного вооружения оказалось неудачным: на удобстве стрельбы сказывались низкие углы горизонтальной наводки.

## Испытания
Один экземпляр был построен на ленинградском заводе «Большевик» и помещён на складе.
7 мая 1932 года начались испытания ходовых качеств в Кубинке. Вскоре САУ приняла участие в испытании максимальной скорости.
Танкетка двигалась по дороге из Кубинки в Можайск и обратно. Оказалось, что при движении на максимальной скорости радиаторная вода перегревается, и требуется остановка.
Испытания вооружения так же не увенчались успехом.
Решение проблем с силовой установкой представилось затруднительным, и, вскоре, работы над проектом свернули.